# Мрія першокурсника

Ілюстрація мрії першокурсника у двох вимірах. Кожен бік квадрата завдовжки X+Y. Площа квадрата це сума площ жовтої області (=X^{2}), зеленої області (=Y^{2}) і білих областей (=2×X×Y).

Мрією першокурсника (англ. Freshman's dream) часто називають помилку {\displaystyle (x+y)^{n}=x^{n}+y^{n}}, де {\displaystyle n} є дійсним числом (зазвичай додатним цілим, більшим за {\displaystyle 1}). Таку помилку можна зустріти в школі і у студентів початківців коли вони підносять до степеня суму дійсних чисел. Коли {\displaystyle n=2}, легко побачити чому це не так: {\displaystyle (x+y)^{2}} можна обчислити як {\displaystyle x^{2}+2xy+y^{2}} використовуючи дистрибутивність. Для більших додатних цілих значень {\displaystyle n}, правильний результат задається біномом Ньютона.
Також «мрією першокурсника» іноді називають теорему, яка стверджує, що для простого числа {\displaystyle p}, якщо {\displaystyle x} і {\displaystyle y} це члени комутативне кільце характеристики {\displaystyle p}, тоді
{\displaystyle (x+y)^{p}=x^{p}+y^{p}}. У цьому випадку, «помилка» насправді дає коректний результат, оскільки {\displaystyle p} ділить всі біноміальні коефіцієнти окрім першого і останнього.

## Приклади
- {\displaystyle (1+4)^{2}=5^{2}=25}, але {\displaystyle 1^{2}+4^{2}=17}.
- {\displaystyle {\sqrt {x^{2}+y^{2}}}} зазвичай не дорівнює {\displaystyle {\sqrt {x^{2}}}+{\sqrt {y^{2}}}=|x|+|y|}. Наприклад, {\displaystyle {\sqrt {9+16}}={\sqrt {25}}=5}, що не дорівнює {\displaystyle 3+4=7}. У цьому прикладі, помилка сталась із показником {\displaystyle n=1/2}.

## Проста характеристика
{\displaystyle (x+y)^{p}\equiv x^{p}+y^{p}{\pmod {p}}}, {\displaystyle x,y\in \mathbb {Z} }, {\displaystyle p} — просте
Використаємо біном Ньютона:
{\displaystyle (x+y)^{p}=x^{p}+y^{p}+\underbrace {\sum _{k=1}^{p-1}{p \choose k}x^{k}y^{p-k}} _{\equiv 0{\pmod {p}}}}
З іншого боку, {\displaystyle {p \choose k}} ділиться на {\displaystyle p} для {\displaystyle 1\leq k\leq p-1}, отже
{\displaystyle (x+y)^{p}=x^{p}+y^{p}}.
| {\displaystyle \Box \!\,} |

Таким чином, з характеристикою {\displaystyle p} мрія першокурсника стає чинною тотожністю. Цей результат демонструє, що піднесення до степеня {\displaystyle p} породжує ендоморфізм, відомий як ендоморфізм Фробеніуса кільця.